# Сорищі
Сори́щі (Бакай) — річка в Україні, права притока Казенного Торця (басейн Азовського моря). Довжина 12 км. Площа водозбірного басейну 45,7 км². Похил 4,3 м/км. Долина коритоподібна.
Живиться атмосферними опадами. Льодостав нестійкий (з грудня до початку березня). Використовується на сільськогосподарські та промислові потреби.

## Назва
На мапі 1896 року — річка Торіци, на мапі Петренка - струмок Оріхуватка, у народі - річка Бакай, на німецькій карті 1936 року — річка Сорищі.
Сорищі (західноазійська мова) — солона ріка. Можливо через те, що поряд знаходяться солоні озера, перше плем'я Золотої Орди прозвало річку солоною. 
Бакай (слово або запозичене з тюркських мов, або словʼянського походження) — калюжа на дорозі, вибоїна з водою, яма.

## Загальні відомості

### Витік

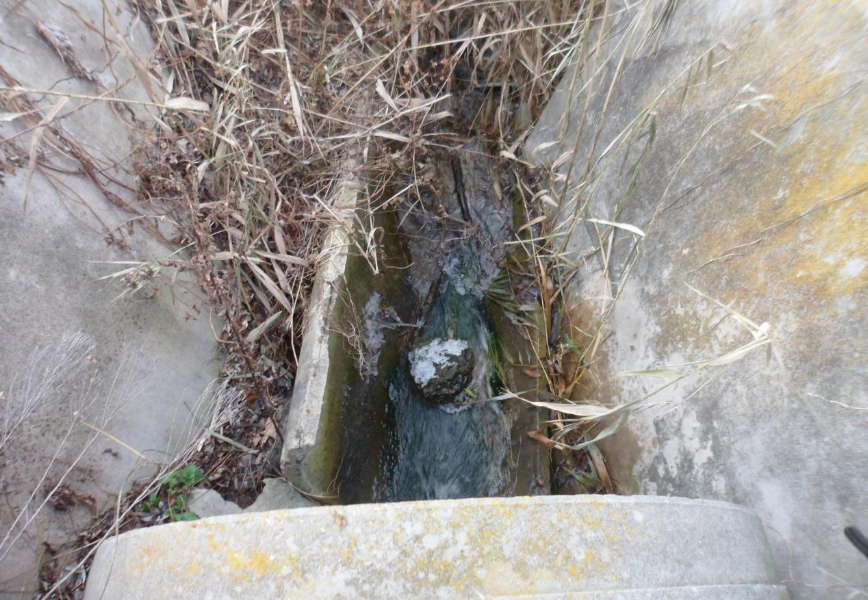
Витік Сорищі в селі Оріхуватка

Бере початок у селі Оріхуватка, з озера, на сході за кількадесят метрів проходить річище каналу Сіверський Донець — Донбас. Поруч розташовані два лісових урочища: Оріхове та Тупиченко. Тече територією Краматорського району Донецької області. 

### Русло
Річка рівнинна, але іноді трапляються річкові пороги. Ширина на різних ділянках змінна - від 1 м до 10 метрів.
Є 2 пороги. Один штучний, біля вулиці Набережна, другий природній, біля вулиці Новосодівська.
Річка використовується у сільському господарстві, будівництві ставків, заток та ін. 
У 1964 році відбувся значний паводок, тому було створено багато дамб. Їх можна зустріти біля ГК «Хімік» та вулиці Поетичній (Слов'янськ).
Річка має притоку балку Ткачова в районі Черевківського цвинтаря.

### Гирло

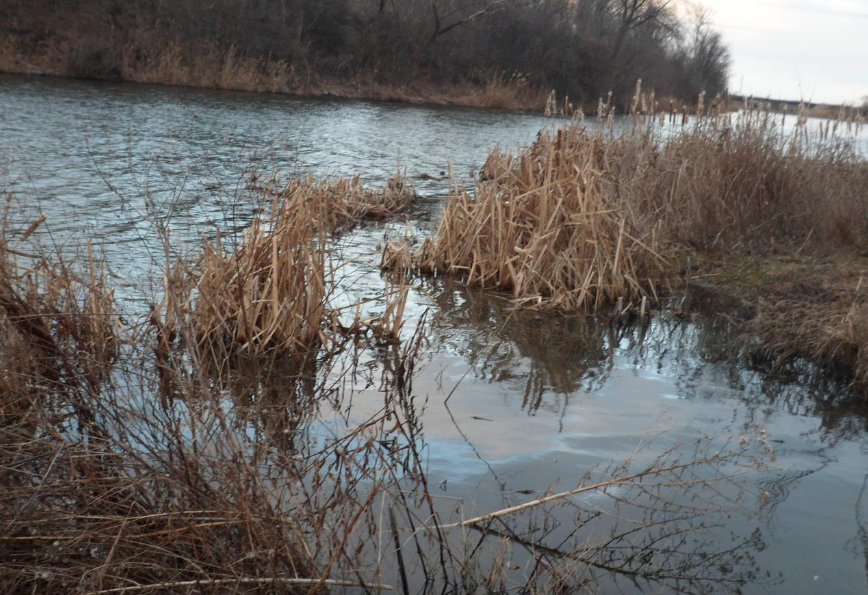
Гирло річки Сорищі

Впадає до Казенного Торця у Слов'янську між мікрорайонами Черевківка та Хімік поблизу олівцевої фабрики. Вздовж русла споруджено ставки.
Річка має притоку в районі Черевківського цвинтаря (вул. Данила Галицького, 135).